# 滨海蒙特韦尔迪
滨海蒙特韦尔迪（義大利語：Monteverdi Marittimo）是意大利比萨省的一个市镇。总面积98平方公里，人口763人，人口密度7.8人/平方公里（2009年）。ISTAT代码为050021。